# Eddy Cue
Eduardo H. Cue, meglio conosciuto come "Eddy Cue" (Miami, 23 ottobre 1964), è un dirigente d'azienda statunitense, vicepresidente senior della divisione Internet Software and Services di Apple.
È inoltre membro del Consiglio di Amministrazione di Ferrari NV come amministratore non esecutivo.
Spesso si occupa di supervisionare numerosi contenuti dei servizi offerti dall'azienda, tra cui l'iTunes Store, l'App Store e l'iBooks, così come quelli di Apple Pay, Siri, Mappe, iAd e dei servizi iCloud.

## Biografia
Eddy svolse gli studi presso l'università di Duke, dove ha conseguito una laurea in informatica ed economia. Entrò a far parte del team di Apple nel 1989, dove fu determinante il suo contributo nella creazione del Apple Store Online nel 1998, dell'iTunes Store nel 2003 e l'App Store nel 2008. Ha anche svolto un importante ruolo nello sviluppo della suite di applicazioni iLife di Apple. Nei suoi primi anni di Apple, svolse l'incarico di manager, di ingegnere del software e coordinazione delle squadre di supporto al cliente.

## Premi e riconoscimenti
Nel 2014 è stato insignito del premio Spirit of Life Award, dato dal rinomato centro di ricerca sul cancro City of Hope National Medical Center, per onorare un individuo il cui lavoro ha influenzato in modo radicale la musica, il cinema e lo spettacolo.